# Symmachis lateipennis
Symmachis lateipennis är en insektsart som beskrevs av Brunner von Wattenwyl 1878. Symmachis lateipennis ingår i släktet Symmachis och familjen vårtbitare. Inga underarter finns listade i Catalogue of Life.